# Flagstaff (Südafrika)
Flagstaff ist eine Stadt in der Provinz Ostkap (Eastern Cape) in Südafrika. Sie ist Verwaltungssitz der Gemeinde Ingquza Hill im Distrikt OR Tambo.

## Geographie
2011 hatte Flagstaff 2584 Einwohner.

## Geschichte
Flagstaff entstand am Ort einer 1877 gegründeten Handelsstation. Sonntags zeigte eine weiße Flagge, dass die Station geschlossen war, was sich namensprägend auswirkte. Flagstaff gehörte bis 1994 zur Transkei, als das Homeland Teil der Provinz Ostkap wurde.

## Wirtschaft, Infrastruktur und Verkehr
Der Ort ist ländlich strukturiert. Flagstaff liegt an der R61, die unter anderem Lusikisiki im Süden mit Bizana im Nordosten verbindet.